# Copa México
A Copa México é o segundo torneio disputado entre os clubes do México, sendo realizado de 1943 a 1997 em estágios profissionais e amadores, e reformulado em 2012. Foi a primeira competição futebolística a reunir equipes de todo o país.

## História
O propósito original da competição, que o diferenciava dos campeonatos, era pra enfrentar equipes de todo o país para proclamar o campeão nacional, mas dada as distâncias, custos de viagem, juntamente com a programação e inimizade entre ligas regionais, este propósito nunca foi realizado. Sua grande diferença era o seu sistema de concorrência eliminação direta, precedida de rodadas. na época, chegou a ser considerado torneio de alto padrão e sendo por clubes e federação, como de igual valor e confiabilidade, junto com o Campeonato Mexicano.
Mas ao longo dos anos perdeu a identidade, com várias alterações de formato, entre outros. com que fez que o suspendesse nos anos de 1976 a 1988 e de 1992 a 1994. em 1997, com o inicio da participação, como convidado dos times mexicanos na Copa Libertadores da América, em 1998. foi extinto o torneio, que voltaria mais tarde, na temporada 2012-2013, onde se jogaria junto com a fases decisivas da Libertadores.

## Lista de campeões
| Temporada     | Campeão            | Resultado    | Vice-campeão       |
| ------------- | ------------------ | ------------ | ------------------ |
| 1943-44       | España             | 6–2          | Atlante            |
| 1944-45       | Puebla             | 6–4          | América            |
| 1945-46       | Atlas              | 5–4          | Atlante            |
| 1946-47       | Moctezuma          | 4–3          | Club Deportivo Oro |
| 1947–48       | Veracruz           | 3–1          | Chivas Guadalajara |
| 1948–49       | León               | 3–0          | Atlante            |
| 1949–50       | Atlas              | 3–1          | Veracruz           |
| 1950–51       | Atlante            | 1–0          | Chivas Guadalajara |
| 1951–52       | Atlante            | 2–0          | Puebla             |
| 1952–53       | Puebla             | 4–1          | León               |
| 1953–54       | América            | 1–1 (3–2 p)  | Chivas Guadalajara |
| 1954–55       | América            | 1–0          | Chivas Guadalajara |
| 1955–56       | Toluca             | 2–1          | Irapuato           |
| 1956–57       | Zacatepec          | 2–1          | León               |
| 1957–58       | León               | 5–2          | Zacatepec          |
| 1958–59       | Zacatepec          | 2–1          | León               |
| 1959–60       | Necaxa             | 2–2 (10–9 p) | Tampico            |
| 1960–61       | Tampico            | 1–0          | Toluca             |
| 1961–62       | Atlas              | 3–3 1–0      | Tampico            |
| 1962–63       | Chivas Guadalajara | 2–1          | Atlante            |
| 1963-64       | América            | 1–1 (5–4 p)  | Monterrey          |
| 1964–65       | América            | 4–0          | Morelia            |
| 1965–66       | Necaxa             | 3–3 1–0      | León               |
| 1966–67       | León               | 2–1          | Chivas Guadalajara |
| 1967-68       | Atlas              | 2–1          | Veracruz           |
| 1968–69       | Cruz Azul          | 2–1          | Monterrey          |
| 1969–70       | Chivas Guadalajara | 3–2 2–1      | Torreón            |
| 1970–71       | León               | 0–0 (10–9 p) | Zacatepec          |
| 1971–72       | León               | Group2       | Puebla             |
| 1973–74       | América            | 2–1 1–1      | Cruz Azul          |
| 1974–75       | UNAM               | Group2       | Chivas Guadalajara |
| 1975–76       | Tigres             | 2–0 1–2      | América            |
| 1987-88       | Puebla             | 0–0 1–13     | Cruz Azul          |
| 1988-89       | Toluca             | 2–0 1–1      | Chivas Guadalajara |
| 1989–90       | Puebla             | 4–1 0–2      | Tigres             |
| 1990–91       | Leones Negros      | 1–0 0–0      | América            |
| 1991–92       | Monterrey          | 4–2          | Juárez             |
| 1994-95       | Necaxa             | 2–0          | Veracruz           |
| 1995-96       | Tigres             | 1–1 1–0      | Atlas              |
| 1996-97       | Cruz Azul          | 2–0          | Toros Neza         |
| Apertura 2012 | Dorados de Sinaloa | 2–2 (5–4 p)  | Correcaminos       |
| Clausura 2013 | Cruz Azul          | 0–0 (4–2 p)  | Atlante            |
| Apertura 2013 | Monarcas Morelia   | 3–3 (3–1 p)  | Atlas              |
| Clausura 2014 | Tigres UANL        | 3–0          | Alebrijes          |
| Apertura 2014 | Santos Laguna      | 2–2 (4–2 p)  | Puebla             |
| Clausura 2015 | Puebla             | 4–2          | Chivas Guadalajara |
| Apertura 2015 | Chivas Guadalajara | 1–0          | León               |
| Clausura 2016 | Veracruz           | 4–1          | Necaxa             |
| Apertura 2016 | Querétaro          | 0–0 (3–2 p)  | Chivas Guadalajara |
| Clausura 2017 | Chivas Guadalajara | 0–0 (3–1 p)  | Monarcas Morelia   |
| Apertura 2017 | Monterrey          | 1–0          | Pachuca            |
| Clausura 2018 | Necaxa             | 1–0          | Toluca             |
| Apertura 2018 | Cruz Azul          | 2–0          | Monterrey          |
| Claurura 2019 | América            | 1-0          | Juárez             |
| 2019-20       | Monterrey          | 1-0 1-1      | Tijuana            |

### Títulos por clubes
| Clube               | Número de Títulos | Número de vices |
| ------------------- | ----------------- | --------------- |
| América             | 6                 | 3               |
| León                | 5                 | 5               |
| Puebla              | 5                 | 2               |
| Guadalajara         | 4                 | 8               |
| Atlas               | 4                 | 2               |
| Cruz Azul           | 4                 | 2               |
| Necaxa              | 4                 | 1               |
| Monterrey           | 3                 | 2               |
| Tigres              | 3                 | 1               |
| Atlante             | 2                 | 5               |
| Veracruz            | 2                 | 3               |
| Zacatepec           | 2                 | 2               |
| Toluca              | 2                 | 2               |
| Tampico             | 1                 | 2               |
| Morelia             | 1                 | 2               |
| Leones Negros       | 1                 | 2               |
| España              | 1                 | –               |
| Moctezuma           | 1                 | –               |
| Pumas UNAM          | 1                 | –               |
| Dorados             | 1                 | –               |
| Santos Laguna       | 1                 | –               |
| Querétaro           | 1                 | -               |
| Oro                 | –                 | 1               |
| Irapuato            | –                 | 1               |
| Torreón             | –                 | 1               |
| Cobras              | –                 | 1               |
| Toros Neza          | –                 | 1               |
| Correcaminos UAT    | –                 | 1               |
| Alebrijes de Oaxaca | –                 | 1               |
| Pachuca             | –                 | 1               |
| Juárez              | -                 | 1               |
| Tijuana             | -                 | 1               |